# Croupière
Ne doit pas être confondu avec Croupe ou Croupier.

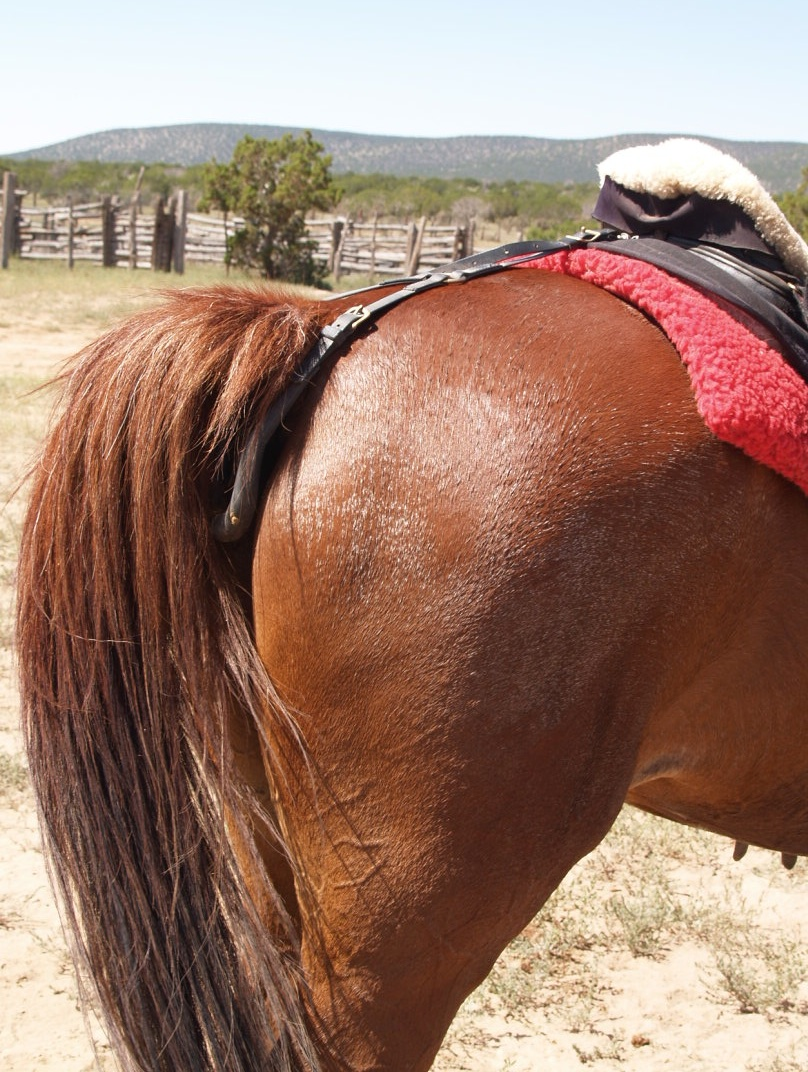
Croupière attachée à l'arrière d'une selle

Une croupière est une pièce de harnachement utilisé sur les chevaux et autres équidés pour empêcher une selle, un harnais ou tout autre équipement de glisser vers l'avant.

## Construction

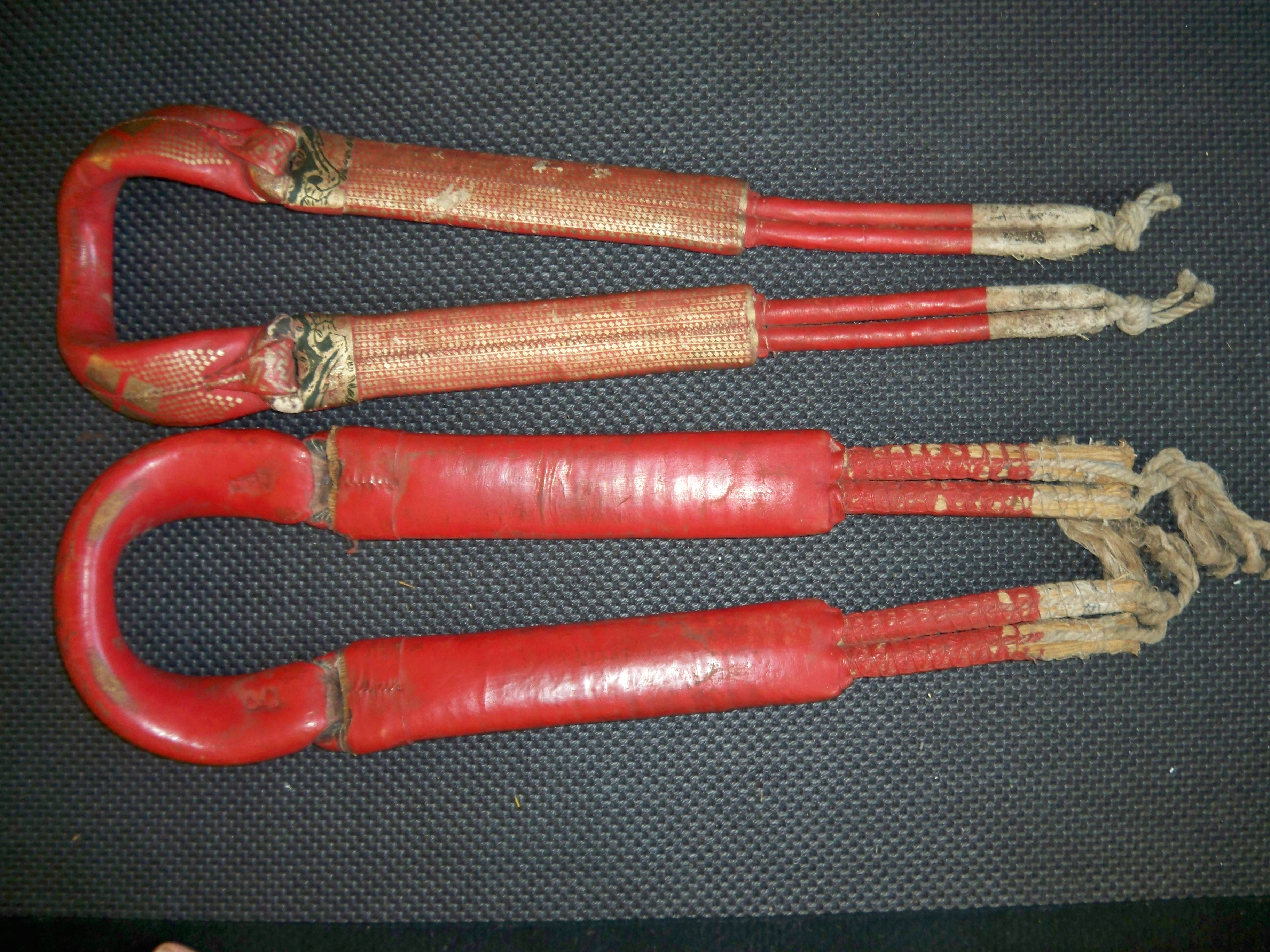
Croupières japonaises anciennes conçues pour les selles.

La croupière se compose d'une boucle (la croupière elle-même) et d'une sangle réglable (sangle de croupe ou sangle dorsale) qui relie la bouche à ll'arrière d'une selle d'équitation ou aux autres parties d'un harnais. La sangle va de la croupe du cheval, au-dessus de la croupe, jusqu'à la selle ou à la bande dorsale (parfois appelée la selle) d'un harnais .
Habituellement en cuir, la boucle de croupe est rembourrée, traditionnellement avec des graines de lin pour la garder souple à l'usage, et moulée en un tube qui est façonné en boucle. La croupière peut être cousue à sa sangle, ou attachée à la sangle par une ou deux boucles. Si la croupe n'a pas de boucle, alors la jupe de la queue du cheval est repliée sur le coccyx et le coccyx est glissé à travers la croupe. Si elle a des boucles, la croupe est débouclée et passée sous le quai.

## Utilisation et sécurité

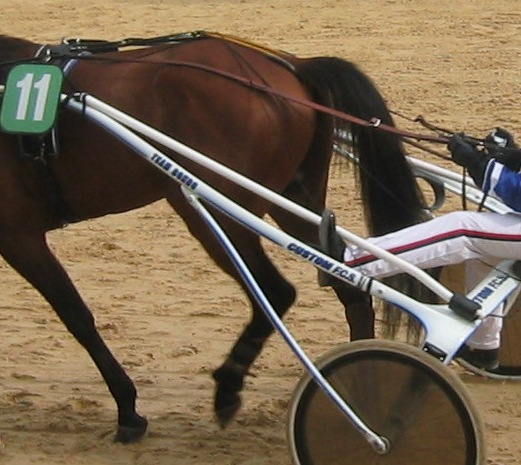
Croupière sur harnais sans culasse.

Une croupière est utilisée pour empêcher l'équipement placé sur le dos d'un cheval de glisser vers l'avant. Les croupières sont le plus souvent observées sur les harnais des chevaux. Ils sont également utilisés sur les sursangles des bitting rigs, des selles d'équitation et, occasionnellement, des selles de bât.
Une croupière doit être suffisamment ajustée pour maintenir la selle ou le harnais en place, mais pas au point d'irriter le cheval ou d'endommager la peau de la queue. Les croupières sont ajustées pour ne s'engager qu'en cas de besoin ; la pression n'est pas destinée à être constamment appliquée. Si une croupière est trop serrée, elle peut causer de graves frottements, de l'inconfort et des plaies. Si elle est trop lâche, la selle ou le harnais peuvent ne pas rester dans la bonne position. Si elle est utilisée de manière inappropriée pendant une trop longue période, le cheval peut même devenir handicapé de l'arrière-train. La boucle d'une croupière doit être maintenue très propre.

### Attelage

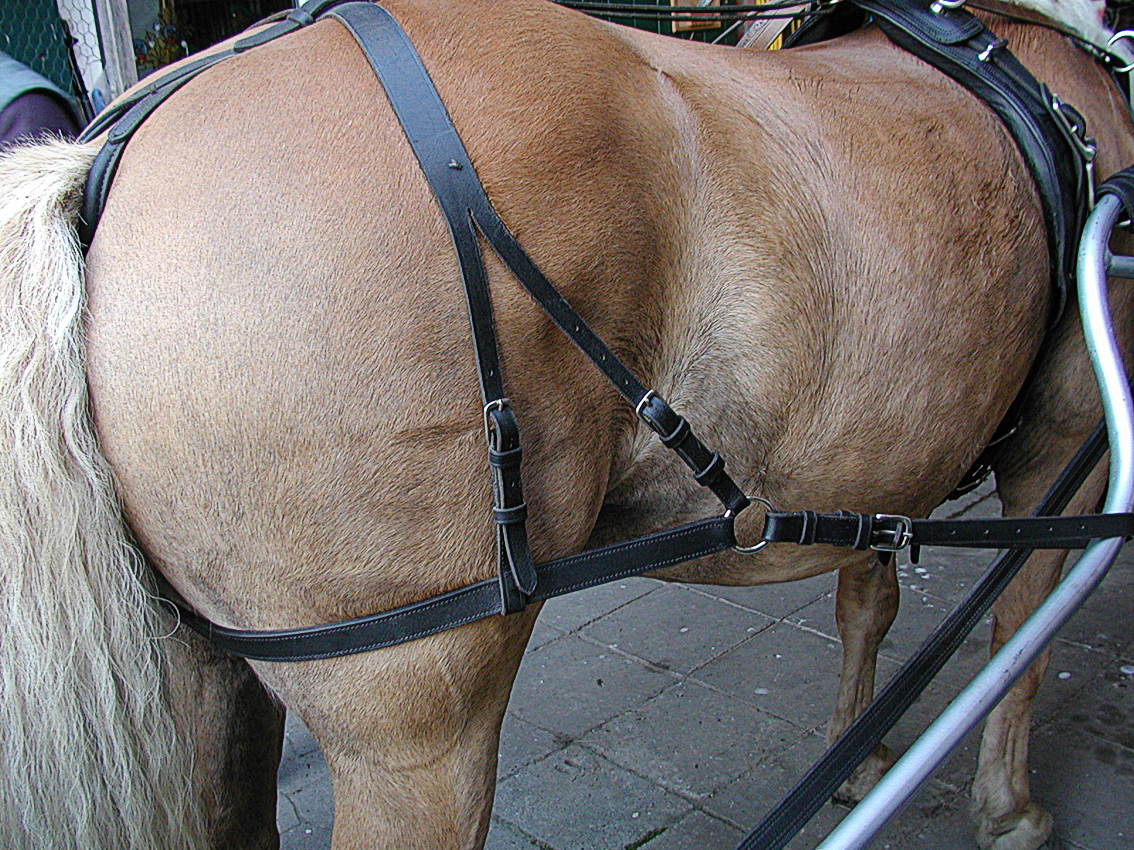
Avaloire et croupière sur un harnais

Pour l'attelage, une croupière est utilisée pour empêcher les parties d'un harnais qui s'adaptent autour du corps du cheval (la sangle, la sous-ventrière, la bande dorsale et la selle) de glisser vers l'avant. La croupière est ajustée pour permettre environ un pouce de jeu entre la croupe et le dos. Certains harnais utilisent l'avaloire pour le maintien, plutôt que la croupière.

### Équitation

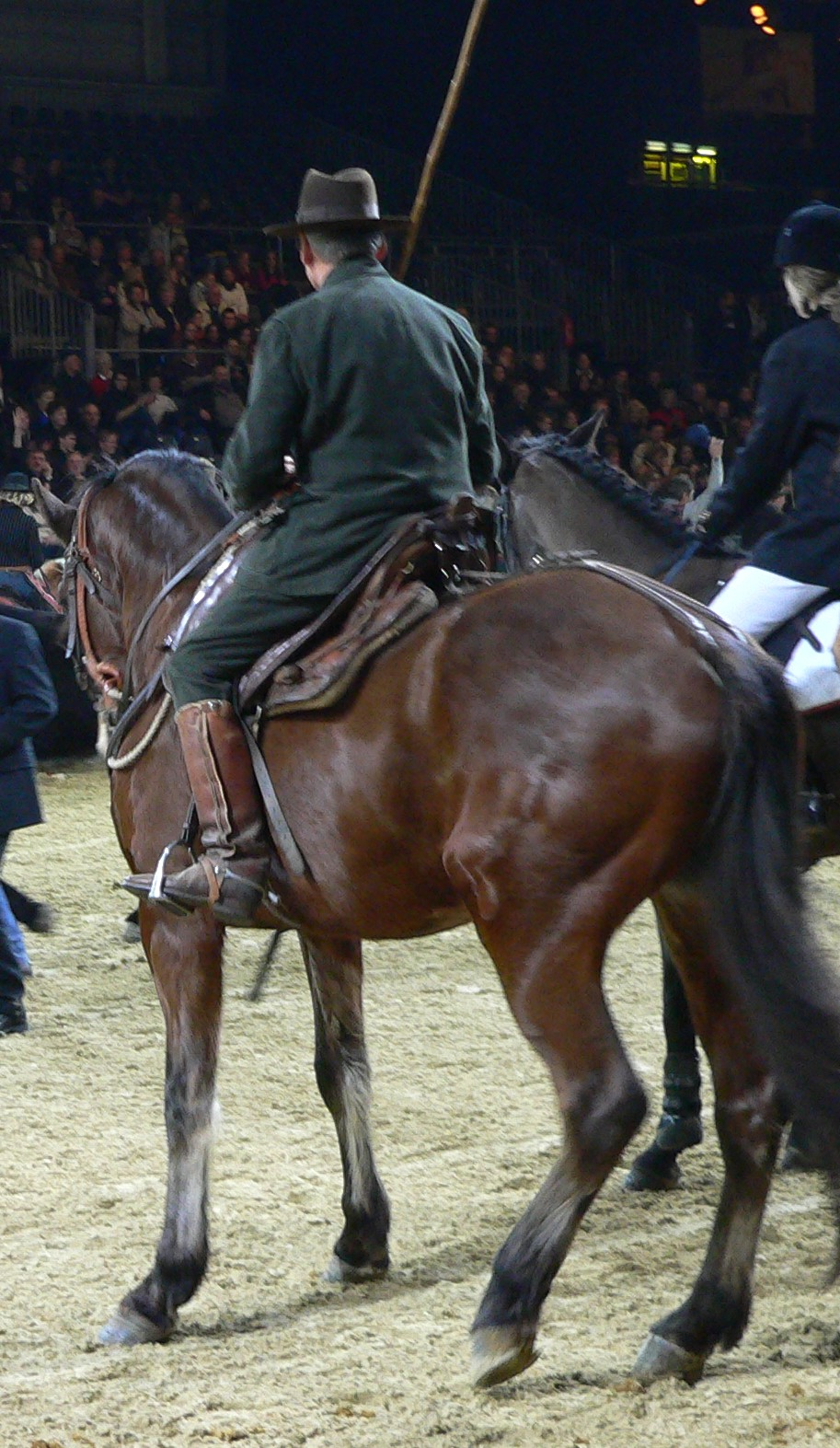
Tenue traditionnelle et harnachement d'un buttero, utilisant une croupière.

Une croupière est utilisée sur les selles d'équitation pour monter un cheval ou une mule avec un garrot bas sur un terrain escarpé. Les croupières sont le plus souvent utilisées dans des activités telles que l'équitation d'endurance, la course d'orientation montée, l'équitation de compétition et l'équitation récréative en montagne.
Pendant de l'équitation, les croupières sont particulièrement utiles sur les animaux au garrot bas, car cette conformation permet à la selle de glisser vers l'avant lorsque l'animal se déplace en descente. Bien qu'elles ne remplacent pas une selle correctement ajustée, elles sont souvent utilisées sur des mules, car de nombreuses selles, en particulier celles conçues pour les chevaux, sont plus susceptibles de glisser vers l'avant sur une mule à dos plat,.
La sangle de croupière peut être simple ou double (fourchue). Elle se fixe généralement via un bouton-pression ou une boucle à un anneau de croupière au centre du troussequin de la selle, ou à une paire d'anneaux de chaque côté du troussequin. De nombreuses selles d'équitation sont fabriquées sans ces anneaux, bien que des anneaux puissent être ajoutés. Ou, au lieu d'anneaux, une conception utilisée sur les selles anglaises utilise un renfort en forme de T qui est inséré sous la selle entre les panneaux arrière et l'arçon.
Les croupières ne sont pas courantes sur les selles western, mais certaines selles anglaises sont conçues avec des anneaux de croupière, en particulier celles conçues pour s'adapter aux mules.
On voit des croupières sur les selles de certains chevaux utilisés pour travailler le bétail avec une lance (comme les chevaux des buttero en Europe), mais pas sur les chevaux utilisés pour travailler le bétail avec un lasso.

### Bât
Sur les chevaux de bât, l'avaloire seule est assez courante. Cependant, une croupière est parfois utilisée en plus de l'avaloire.

## Histoire
Une croupière fait partie intégrante des selles de mulet depuis des siècles. Dans la fausse Avellaneda Segunda Parte de 1614 de Don Quichotte, une croupière de mulet est mentionnée à plusieurs reprises, et elle est traduite par « croupière » dans deux traductions anglaises du XVIIIe siècle .
Les croupières faisaient autrefois partie de la conception standard des selles de cavalerie. La selle McClellan utilisée par l'armée américaine utilisait une croupière en option jusqu'au début du 20e siècle, bien que des difficultés d'ajustement aient finalement conduit l'armée à interrompre son utilisation,. Les croupières continuent de faire partie de la tenue de cérémonie de certains régiments de cavalerie et équipes de tent-pegging.

## Expression
Ce terme équestre a donné l'expression tailler des croupières à quelqu'un. À l'origine, elle représentait un cavalier qui, poursuivant un autre cavalier, se trouve suffisamment près pour couper à l'épée la croupière du cheval et provoquer sa chute. Aujourd'hui, l'expression signifie « mettre à quelqu'un des bâtons dans les roues, le mettre dans l'embarras ».